# Tooth and Nail
| Recensione | Giudizio |
| ---------- | -------- |
| AllMusic   |          |

Tooth and Nail è il secondo album in studio del gruppo musicale statunitense Dokken, pubblicato il 13 settembre 1984 dalla Elektra Records.
L'album ha venduto oltre 3 milioni di copie in tutto il mondo e ha raggiunto la 49ª posizione della Billboard 200 negli Stati Uniti.

## Storia
Fu il primo album registrato dal gruppo con il bassista Jeff Pilson dopo l'abbandono di Juan Croucier per unirsi in pianta stabile ai Ratt. Venne prodotto da Tom Werman, noto per aver lavorato ai dischi di maggior successo dei Cheap Trick e l'anno precedente a Shout at the Devil, l'album che rese famosi i Mötley Crüe. Produttore associato fu Roy Thomas Baker, diventato famoso invece per aver collaborato con Queen e The Cars e per aver supervisionato la riedizione di Too Fast for Love dei Mötley Crüe dopo che l'album venne acquistato dall'Elektra Records.
Il primo singolo estratto fu Into the Fire, accompagnato da un videoclip che riscosse moderato successo su MTV. Il brano trascorse otto settimane nella top 40 della classifica Mainstream Rock Songs tra l'ottobre e il dicembre del 1984, raggiungendo il proprio picco alla posizione numero 21.
Il secondo singolo Just Got Lucky ottenne un successo leggermente minore, sempre supportato da un video musicale, e rimase nella Mainstream Rock Songs per sette settimane tra il gennaio e il febbraio del 1985, raggiungendo il proprio picco alla posizione numero 27.
Sarebbe stata una power ballad a dare all'album - e alla band - il suo singolo di maggior successo. Alone Again passò quattordici settimane nella Mainstream Rock Songs, di cui due alla posizione numero 20. Più significativamente, la melodica canzone d'amore fu aiutata da una forte rotazione su MTV e diede alla band il suo più grande successo nella principale classifica dei singoli statunitense, la Billboard Hot 100, in cui raggiunse la posizione numero 64 nel giugno del 1985.
Il brano Into the Fire è stato inserito nel film Nightmare 3 - I guerrieri del sogno del 1987, insieme all'inedito Dream Warriors scritto appositamente per la pellicola. La canzone può essere sentita durante la scena in cui Kristen (Patricia Arquette) sta ascoltando la radio nel suo letto.

## Tracce
1. Without Warning (strumentale) – 1:34 (Don Dokken, George Lynch, Jeff Pilson)
2. Tooth and Nail – 3:39 (Lynch, Pilson, Mick Brown)
3. Just Got Lucky – 4:34 (Lynch, Pilson)
4. Heartless Heart – 3:30 (Lynch, Pilson, Brown)
5. Don't Close Your Eyes – 4:10 (Dokken, Lynch, Pilson)
6. When Heaven Comes Down – 3:44 (Lynch, Pilson, Brown)
7. Into the Fire – 4:27 (Dokken, Lynch, Pilson)
8. Bullets to Spare – 3:35 (Dokken, Lynch, Pilson, Brown)
9. Alone Again – 4:19 (Dokken, Pilson)
10. Turn on the Action – 4:43 (Lynch, Pilson, Brown)

## Formazione

### Gruppo
- Don Dokken – voce
- George Lynch – chitarre
- Jeff Pilson – basso, cori
- Mick Brown – batteria, cori

### Produzione
- Tom Werman – produzione
- Roy Thomas Baker – produzione associata
- Geoff Workman, Gary McGachan – ingegneria del suono
- Michael Wagener – missaggio
- George Marino – mastering presso lo Sterling Sound di New York
- Bob Defrin – direzione artistica

## Classifiche

### Classifiche settimanali
| Classifica (1985) | Posizione massima |
| ----------------- | ----------------- |
| Stati Uniti       | 49                |

### Classifiche di fine anno
| Classifica (1985) | Posizione |
| ----------------- | --------- |
| Stati Uniti       | 35        |